# 岡本 (竹田市)
岡本（おかもと）は大分県竹田市の地名。三宅・中村・挾田・枝の各地区から構成される。当地域の人口は、1,213人（2008年12月1日現在、住民基本台帳による）。

## 地理
東に豊後大野市朝地地区、西に明治・竹田、南には豊後大野市緒方町と隣接している。竹田市内の東端、大野川左岸、石清水の西に位置し、古くから京街道の宿場町として栄えた。
現在はとして当時の面影を残す建築物が数多くある。

## 交通
- 九州旅客鉄道（JR九州）豊肥本線
- 国道57号

## 教育
- 竹田市立岡本小学校
- 岡本郵便局